# Cerapachys flammeus
Cerapachys flammeus é uma espécie de formiga do gênero Cerapachys.